# Porroecia spinirostris
Porroecia spinirostris är en kräftdjursart som först beskrevs av Claus 1874.  Porroecia spinirostris ingår i släktet Porroecia och familjen Halocyprididae. Inga underarter finns listade i Catalogue of Life.